# 6443 Harpalion
A 6443 Harpalion (ideiglenes jelöléssel (6443) 1988 RH12) egy kisbolygó a Naprendszerben. Schelte J. Bus fedezte fel 1988. szeptember 14-én.